# Chinesisches Antimonopolgesetz
Das chinesische Antimonopolgesetz (auf Chinesisch 反垄断法) wurde am 30. August 2007 vom ständigen Ausschuss des chinesischen Parlaments (全国人民代表大会常务委员会) erlassen und wird am 1. August 2008 in Kraft treten. Es ist das erste Kartellgesetz in der Volksrepublik China.

## Entwurfsprozess
Darüber, ob China ein Antimonopolgesetz braucht, wurde lange debattiert. Bereits im Jahre 1987 wurde eine Expertengruppe gebildet, die sowohl für den Entwurf des Gesetzes gegen unfairen Wettbewerb als auch für den des Antimonopolgesetzes zuständig war. Nachdem das Gesetz gegen unfairen Wettbewerb 1993 erlassen wurde, war ein Entwurf des Antimonopolgesetzes noch nicht in Sicht. Eine Expertengruppe wurde zwar 1994 für den Entwurf des Antimonopolgesetzes erneut gebildet und der Erlass dieses Gesetzes wurde in demselben Jahr in den Plan der Gesetzgebung aufgenommen. Doch zweifelten sowohl viele Juristen als auch Ökonomen an der Notwendigkeit, in der damaligen wirtschaftlichen Situation Chinas ein Antimonopolgesetz zu erlassen. Obwohl es in der Zwischenzeit Entwürfe gab, kam der Entwurfsprozess wegen mangelnden Interesses kaum voran. 
Mit der aufsteigenden chinesischen Wirtschaft tauchten immer mehr wettbewerbliche Probleme auf, insbesondere durch dominierende staatliche und starke ausländische Unternehmen. Die Gesetzgeber haben sich schnell geeinigt, dass ein Antimonopolgesetz für die Aufsicht des Marktverhaltens von Unternehmen benötigt wurde. Nun war die Frage nicht mehr ob, sondern wie. Das größte Hindernis für den Erlass des Antimonopolgesetzes kam vor allem von den mächtigen staatlichen Unternehmen, da das Antimonopolgesetz seit seinem ersten Entwurf gegen das sogenannte Verwaltungsmonopol eintrat. So versuchten staatliche Unternehmen, die meist über eine erhebliche Marktdominanz verfügten, und Behörden, die für die Sektoren staatlicher Unternehmen zuständig waren, z. B. für die Öl-, Telekommunikations-, Bank-, Versicherungs- und Verkehrsindustrie, das Kapitel über das Verwaltungsmonopol in dem geplanten Antimonopolgesetz abzuschaffen oder sogar den Entwurfsprozess des Antimonopolgesetzes gänzlich zu stoppen. Dies war ein Hauptgrund dafür, dass das Gesetz trotz intensiver Bemühungen einiger Regierungsbehörden in den letzten Jahren nicht erlassen wurde. Darüber hinaus bestanden auch organisatorische Hindernisse. Da die Bedeutung des Antimonopolgesetzes von den meisten Regierungsbehörden inzwischen erkannt wurde, bemühten sich gleichzeitig mehrere Behörden, darunter das Handelsministerium, die Staatsverwaltung für Industrie und Handel und die Entwicklungs- und Reformkommission (Development and Reform Commission), um den Entwurf. Diese separaten Bemühungen, besser gesagt der Kampf um Entscheidungsmacht in der kartellrechtlichen Überwachung, verlangsamten den Entwurfsprozess erheblich.   So wurde der Entwurf erst im Juni 2006 zum ersten Mal dem ständigen Ausschuss des chinesischen Parlaments (Standing Committee) vorgelegt  und am 30. August 2007 erlassen.

## Inhalt des Gesetzes
Das Antimonopolgesetz hat acht Kapitel und 57 Artikel. Sowohl vom Aufbau als auch vom Wortlaut des Gesetzes ist ein starker Einfluss des europäischen und deutschen Kartellrechts deutlich zu erkennen. Jedoch finden sich auch zahlreiche chinesische Merkmale, die zum großen Teil stark industriepolitisch orientiert sind.
1. Wettbewerbsprinzipien
Kapitel 1 des Gesetzes widmet sich den allgemeinen Prinzipien der Wettbewerbspolitik. Das Hauptziel des Antimonopolgesetzes ist gemäß Art. 1 Monopolverhalten von Unternehmen zu verhindern, den Wettbewerb auf dem Markt zu schützen, die Funktionsweise der Wirtschaft effektiv zu gestalten, den legitimen Interessen der Verbraucher und des Gemeinwohls Rechnung zu tragen und die gesunde Entwicklung der sozialistischen Marktwirtschaft aufrechtzuhalten. 
Gemäß Art. 2 wird das Gesetz nicht nur Anwendung auf Wettbewerbsverhalten von Unternehmen innerhalb der Volksrepublik China finden. Die Anwendbarkeit erstreckt sich auch auf das Wettbewerbsverhalten von Unternehmen außerhalb der Volksrepublik, sofern deren Verhalten den Wettbewerb auf dem chinesischen Markt behindert. Diese Bestimmung entspricht dem Auswirkungsprinzip wie er sich auch in den meisten führenden Kartellrechten, z. B. im deutschen, europäischen und US-amerikanischen Kartellrecht findet. Das Antimonopolgesetz findet keine Anwendung in den Sonderverwaltungszonen Hong Kong und Macau.
2. Verbotenes Monopolverhalten
Das Gesetz wertet drei Marktverhaltensweisen von Unternehmen als Monopolverhalten. Als erstes verbietet Kapitel 2 Monopolvereinbarungen zwischen Unternehmen, die miteinander im Wettbewerbsverhältnis stehen. Der Begriff Monopolvereinbarung umfasst nicht nur wettbewerbsausschaltende bzw. -beschränkende Vereinbarungen oder Beschlüsse, sondern auch abgestimmte Verhaltensweisen von Unternehmen ohne Vereinbarungen. Konkret sind nach Art. 13 Monopolvereinbarungen verboten, die die Preise der Produkte festsetzen, die Erzeugung oder den Absatz der Produkte einschränken, die Absatz- oder Versorgungsmärkte aufteilen, den Erwerb neuer Technologien oder die Entwicklung neuer Technologien oder Produkte einschränken oder den Handel boykottieren. Ebenfalls verboten ist nach Art. 14 die Festsetzung von Verkaufspreisen. Von dem Verbot ausgenommen sind jedoch gemäß Art. 15 Vereinbarungen, die dazu dienen, u. a. die Technologie und Produktqualität zu verbessern, neue Produkte zu entwickeln, die Effizienz kleiner und mittelständischer Unternehmen zu erhöhen, Energie zu sparen, die Umwelt zu schützen und nationale Interessen im Außenhandel oder bei Kooperationen mit ausländischen Unternehmen zu schützen. 
Als zweites ist Missbrauch marktbeherrschender Stellung von Unternehmen im Kapitel 3 des Gesetzes untersagt. Ob ein Unternehmen eine marktbeherrschende Stellung hat, wird gemäß Art. 18 anhand seines Marktanteils auf dem relevanten Markt, seines Zugangs zu den Beschaffungs- oder Absatzmärkten, seiner Finanzkraft, seines Technologiestands, der Marktzutrittsschranken auf dem relevanten Markt usw. untersucht. Gemäß Art. 19 wird vermutet, dass ein Unternehmen marktbeherrschend ist, wenn es einen Marktanteil von 50 % oder mehr auf dem relevanten Markt hat. Wenn zwei Unternehmen gemeinsam einen Marktanteil von zwei Dritteln, oder drei Unternehmen gemeinsam einen Marktanteil von drei Vierteln erreichen, gilt die Gesamtheit der Unternehmen als marktbeherrschend, es sei denn, dass eines der Unternehmen einen Marktanteil von weniger als 10 % hat. Der Missbrauch einer marktbeherrschenden Stellung ist gemäß Art. 17 verboten, z. B. der Verkauf zu überhöhten Preisen, Einkauf zu Dumpingpreisen, Verkauf ohne triftige Gründe unterhalb der Selbstkosten, Boykott des Handels, unterschiedliche Bedingungen bei gleichwertigen Leistungen gegenüber Handelspartnern und Kupplungsverkauf.
Als drittes sind Unternehmenszusammenschlüsse, die den Wettbewerb auf dem relevanten Markt ausschalten oder behindern, nach Kapitel 4 zu verbieten. Für den Zusammenschlussbegriff verwendet das Gesetz das Wort „Unternehmenskonzentration“. Unternehmen im Sinne des Gesetzes sind gemäß Art. 12 natürliche oder juristische Personen sowie sonstige Einheiten, die auf dem relevanten Markt produzieren, Produkte vertreiben oder Dienstleistungen anbieten. Unter dem Begriff Unternehmenskonzentration sind gemäß Art. 20 drei Tatbestände zu verstehen. Als Unternehmenskonzentrationen werden erstens Fusionen zwischen zwei oder mehreren Unternehmen angesehen. Der Erwerb von Stimmrechten oder Vermögen eines Unternehmens durch ein anderes Unternehmen stellt den zweiten Tatbestand der Unternehmenskonzentration dar, sofern das erwerbende Unternehmen durch den Erwerb das zu erwerbende Unternehmen kontrollieren kann. Drittens sind die Unternehmensvereinbarungen als Unternehmenskonzentration anzusehen, durch die ein Unternehmen ein anderes Unternehmen kontrollieren oder ausreichenden Einfluss auf seine Entscheidungen ausüben kann. Ähnlich wie in Europa und den USA setzt das Antimonopolgesetz eine Schwelle fest, bei deren Überschreitung ein Zusammenschluss bei den Regierungsbehörden mit Antimonopolfunktion angemeldet werden muss. Allerdings regelt das Gesetz nicht genau wie hoch die Schwelle genau ist. Gemäß Art. 21 erhält der Staatsrat die Befugnis, eine konkrete Schwelle zu veröffentlichen und diese jedes Jahr gemäß wirtschaftlicher Entwicklung zu modifizieren. 
3. Verwaltungsmonopole
Neben Monopolverhalten von Unternehmen sind die sogenannten Verwaltungsmonopole nach Kapitel 5 des Gesetzes verboten. Gemäß Art. 32 dürfen die Regierungsbehörden bzw. öffentliche Einrichtungen ihre Verwaltungsmacht nicht missbrauchen, um Unternehmen oder Verbraucher zum Kauf von Produkten der von ihnen bestimmten Anbieter zu zwingen. Art. 33 und Art. 34 sehen es als rechtswidrig vor, wenn die regionalen Behörden Produkte oder Marktteilnehmer aus einer anderen Region benachteiligen oder regionale Vorschriften mit wettbewerbsfeindlichen Bestimmungen erlassen. 
4. Wettbewerbsbehörden
Wettbewerbsbehörden in China sind nach dem Antimonopolgesetz die Antimonopolkommission und die Regierungsbehörden mit Antimonopolfunktion. Gemäß Art. 9 wird die Antimonopolkommission innerhalb des Staatsrats eingerichtet. Sie hat die Funktion, die Antimonopoltätigkeit der Regierung zu führen, zu organisieren und zu koordinieren. Um ihre Funktion wahrzunehmen, hat sie die Befugnis, die Wettbewerbspolitik zu bestimmen, die gesamte Wettbewerbssituation auf dem Markt zu untersuchen und Berichte darüber zu erstellen, Antimonopolleitlinien zu veröffentlichen und Regierungsbehörden bei der Behandlung wichtiger Antimonopolfälle zu unterstützen. Wie die Antimonopolkommission gebildet wird, ist im Gesetz allerdings nicht geregelt. Es wird lediglich vorgeschrieben, dass der Staatsrat die Bildung der Antimonopolkommission und ihre Geschäftsordnung näher bestimmen soll.
Von der Antimonopolkommission sind die Regierungsbehörden mit Antimonopolfunktion zu unterscheiden. Während die Antimonopolkommission vor allem strategische Aufgaben hat, führen die Regierungsbehörden mit Antimonopolfunktion vielmehr das Antimonopolgesetz in konkreten Fällen durch. Sie untersuchen und unterbinden Antimonopolverhalten von Unternehmen, nehmen Zusammenschlussanmeldungen entgegen und führen die Fusionskontrolle durch. Während die Antimonopolkommission noch zu bilden ist, sind die Regierungsbehörden mit Antimonopolfunktion gemäß Art. 10 die bereits bestehenden Behörden der Zentralregierung, die von dem Staatsrat zur Durchführung des Antimonopolgesetzes beauftragt sind. Genau welche Behörden zur Durchführung des Antimonopolgesetzes beauftragt werden, hat das Gesetz nicht regelt. Nach dem jetzigen politischen Stand könnten u. a. das Handelsministerium, die Staatsverwaltung für Industrie und Handel und das Entwicklungs- und Reformkomitee sein.  Die beauftragten Regierungsbehörden werden über breite Untersuchungs-, Entscheidungs- und Sanktionsbefugnisse verfügen und können ihre jeweils untergeordneten Behörden in den Provinzen, autonomen Regionen und Städten beauftragen, ihre Antimonopolfunktion vor Ort durchzuführen.